# أنا أبصق على قبرك (فلم)
أنا أبصق على قبرك هو فيلم تشويق وإثارة من إخراج ستيفن مونري، وJennifer Hills. يلعب دور البطولة في الفيلم النجم سارة باتلر، بجانب تشاد ليندبرج، ودانيال فرانزيسي، ورودني إيستمان، وأندرو هوارد، وتريسي والتر.
صدر الفيلم في الولايات المتحدة الأمريكية سنة 2010 وله ثلاث اجزاء.

## القصة
تدور أحداث الفيلم حول امرأة تدعى سارة باتلر تتعرض للإغتصاب والتعذيب بوحشية من قبل بعض الذكور فتقرر العودة للانتقام منهم.

## روابط خارجية
- مقالات تستعمل روابط فنية بلا صلة مع ويكي بيانات